# Berg (Niederzier)
Berg ist Teil der Ortschaft Niederzier in der gleichnamigen Gemeinde im Kreis Düren. Er liegt an der Landesstraße 12 zwischen Krauthausen und Niederzier-Mitte. 

## Geschichte
Am 20. Oktober 871 bestätigt König Ludwig der Deutsche dem Kloster Prüm unter anderem den Besitz an einem Herrenhof in „villa Berga“. Es ist im Zusammenhang mit anderen Urkunden wie dem Prümer Urbar von 893 unzweifelhaft, dass es sich dabei um den Weiler Berg handelt. Somit ist dies die älteste urkundliche Erwähnung eines Ortsteils der Gemeinde Niederzier.
Von 1961 bis 1971 lautete die Postleitzahl „5161 Berg (über Düren)“, von 1972 bis 1993 „5162 Niederzier“, seitdem „52382 Niederzier“.

## Verkehr
Die nächste Anschlussstelle an der Bundesautobahn 4 ist „Düren“. Über die von Niederzier nach Pier führende Landesstraße 12 besteht in letzterem Ort Anbindung an die Bundesstraße 56.
Bahnanschluss besteht im Bahnhof Düren über die Schnellfahrstrecke Köln–Aachen und in dem benachbarten Krauthausen an der Bahnstrecke Jülich–Düren. Dieser wird von der Rurtalbahn GmbH wochentags im Halbstundentakt und an den Wochenenden stündlich bedient.
Im Busverkehr wird Berg von den AVV-Buslinien 238 (zeitweise) und SB 38 des Rurtalbus bedient. An Schultagen verkehrt zudem die Schulbuslinie 268.
| Linie | Verlauf |
| ----- | --- |
| 238   | Düren Bf/ZOB – StadtCenter – Arnoldsweiler – Ellen – Oberzier – Niederzier (– Berg) – Hambach – Stetternich – Jülich Bf/ZOB – Jülich Neues Rathaus – Walramplatz |
| 268   | (Verstärkerfahrten) Niederzier – Lucherberg – Langerwehe |
| SB38  | Schnellbus: Düren Kaiserplatz – StadtCenter – Bahnhof/ZOB – Arnoldsweiler – Oberzier – Niederzier – Berg – Krauthausen                                           |

## Baudenkmäler
Die an der durchführenden Landesstraße, vis-à-vis der Häuser Berg 1 und 33 stehende Kapelle aus dem Anfang des 20. Jahrhunderts steht seit 1986 unter Denkmalschutz.
Siehe auch: Liste der Baudenkmäler in Niederzier